# Мятежный дух
«Мятежный дух» (исп. Rebelde way) — аргентинская теленовелла, номинированная на премию «Мартин Фьерро». Идея создания сериала принадлежит режиссёру и продюсеру Крис Морена (исп. Cris Morena). Премьера состоялась 27 мая 2002 года. В России премьера состоялась 12 января 2004 года в 17:00 на канале REN TV. Сериал транслировался во многих странах мира, в том числе Германии, Испании, Украине, Перу, Израиле и Уругвае, достигнув международного успеха. Кроме того, были созданы многочисленные ремейки, в частности «Мятежники» (исп. Rebelde) мексиканской компании Televisa.

## Сюжет
Это история о группе подростков, живущих в интернате для детей очень богатых и влиятельных людей, с ними также учатся дети из менее богатых, бедных семей. Каждый из героев борется за своё собственное место в этой жизни. Хотя герои сериала очень разные, их объединяет любовь к свободе и честности. Всё начинается с создания музыкальной группы некоторыми из учащихся интерната.
Имена некоторых актёров совпадают с именами их персонажей — Хильда Бернард (Хильда Акоста), Диего Чайлд (Диего Уркола), Мария Фернанда Нил (Фернанда Рамос), Белен Скалелья (Белен Пачеко) и другие. У актёра Пабло Эредии совпадает с собственным персонажем не имя, а фамилия (Блас Эредия).
Многие актёры (Фелипе Коломбо, Луисана Лопилато, Бенхамин Рохас, Камила Бордонаба, Диего Гарсия, Диего Месаглио, Хорхе Маггио, Мариана Селигманн и другие) прежде работали вместе в сериале «Детвора».
Группа «Erreway», созданная героями в сериале, вышла за рамки кино и существовала в жизни. В отличие от огромного количества молодёжных сериалов, в которых актёры намного старше своих персонажей и, соответственно, не выглядят на указанный возраст, «мятежников» играли ребята 15-19 лет (возраст детей в сериале 16 лет).

## Список персонажей

### Группа «Мятежный дух» (Erreway)
- Камила Бордонаба — Марисса Пиа Спирито (Андраде) — дочь Сони Рэй, главная мятежница колледжа, которая всегда боролась за справедливость. С первой встречи она разругалась с Мией и Пабло, зато подружилась с Мануэлем, Луной и Лухан. Её отец Фабрицио заявил, что хочет дать ей образование, и отправил её в «Элитный путь», который Марисса искренне считала тюрьмой, а директора называла Гитлером. Марисса очень любит свою мать Соню, но постоянно оскорбляет её, потому что завидует её красоте. Лучшая подруга Луны и Лухан. Встречалась с Хоакином, Маркосом, Факундо, Симоном, Иваном, Диего, Хавьером и Пабло (но всегда любила Пабло Бустаманте). Во втором сезоне носит дреды, дружит с Мией.
- Луисана Лопилато — Миа Колуччи — дочь влиятельного бизнесмена в сфере моды Франко Колуччи, лучшая подруга Вико и Фели. Самая популярная и красивая девушка элитного колледжа. Миа росла без матери, и отец сделал всё, чтобы дочь ни в чём не нуждалась. Миа немного эгоистична, высокомерна и самолюбива, но на протяжении сериала она взрослеет и понимает, что внешность — далеко не главное. Имела доверительные отношения с Соней Рэй. Встречалась с Хоакином, Бласом, Гвидо, Франциско и Мануэлем (но всегда любила Мануэля Агирре). Во втором сезоне становится подругой Мариссы, они часто действуют совместно.
- Бенхамин Рохас — Пабло Бустаманте — сын мэра Серхио Бустаманте, самый красивый и популярный парень в колледже, который поначалу встречался с Вико. Его лучшие друзья — Томас и Гвидо. На протяжении всего сериала пытается вырваться из-под влияния своего отца, который хочет, чтобы Пабло посвятил себя политике. Много пьет и пишет песни. Дружит с Мией. Встречался с Вико, Паулой, Вероникой, Сол, Лолой, Консуэлой и Мариссой (но всегда любил Мариссу Пиа Спирито).
- Фелипе Коломбо — Мануэль Агирре — парень, приехавший из Мексики в Аргентину и своими силами и знаниями поступивший в дорогой колледж под названием «Элитный путь». Цель обучения в данном колледже у Мануэля одна: отомстить убийце своего отца. Отец Мануэля покончил самоубийством из-за долгов, в них он влез, вложив деньги в аргентинский бизнес, который прогорел. Мануэль не стал вдаваться в подробности и узнал лишь то, что владельцем того бизнеса был некий Колуччи, который сейчас процветает. Лучший друг Нико и Маркоса, а затем и Франциско. Очень сильно дружит с Мариссой, Лухан и Фели. Встречался с Фели, Вико, Джульеттой, Лус, Роминой, Сабриной и Мией (но всегда любил Мию Колуччи).

### Подростки
- Анхелес Балбиани — Фелиситас Митре (Фели) — девушка из богатой семьи, лучшая подруга Мии и Вико. Вечно комплексует по поводу своего веса, сразу же влюбляется в Мануэля и считает его своей первой и последней любовью, так как до этого у неё парней не было и никто на неё внимания не обращал. Как и все подростки, Фели совершает ошибки в жизни, она ведётся на мнение других, делает подлости. При этом, на протяжении всего сериала у «толстой» Фели парней было больше, чем у её стройной подруги Мии. Проблема Фелиситас скорее в её матери, которая постоянно повторяет дочери, какая она толстая и некрасивая. Очень сильно привязана к Мии и Мануэлю.
- Хасмин Беккар Варела — Лухан Линарес (Лухи) — лучшая подруга Мариссы и Луны. Сирота из детского дома. Она узнаёт, что у неё есть опекун, который оплачивает её обучение в колледже, но скрывает себя. Лухан делает всё возможное, чтобы узнать имя опекуна. Опекает Маркаса, в которого влюбляется. К ней очень предвзято относиться Блас.
- Виктория Мауретте — Виктория Пас (Вико) — лучшая подруга Фели и Мии, которая говорит, что «Вико — её лучший проект». Очень часто врала, стараясь в первую очередь очернить Мию, чтобы на этом фоне себя преподнести. Её родители в разводе. В первом сезоне жила с матерью и братом, во втором — с отцом, который постоянно бил её. Во втором сезоне начинает встречаться с Рокко, который «открывает ей глаза» на жизнь.
- Джорджина Мольо — Луна Фернандес — очень добрая девушка, живущая в комнате с Лухан и Мариссой. Она единственная, кто смог подружиться с Мией и Мариссой одновременно. Стипендиатка. Лучшая подруга Мариссы, Мии и Лухан. У неё есть больная сестра и мать, которая считает, что Луна должна посвятить свою жизнь заботе о своей сестре. В конце первого сезона становиться женой Нико, во втором сезоне не участвует.
- Диего Гарсия — Маркос Агилар — застенчивый парень, зубрила, который всячески старался не опозорить семью. Вначале он поселился в комнате с Пабло и Томасом, но те над ним издевались, из-за чего Мануэль «обменял» его на Гидо. Лучший друг Мануэля и Нико. Влюбляеться в Мариссу. Во втором сезоне становиться совсем другим парнем.
- Гильермо Санта Крус — Николас Провенса (Нико) — стипендиат и иудей по вере. Держал в тайне своё вероисповедание, чтобы не навлечь насмешки сокурсников. Лучший друг Мануэля и Маркоса. Влюблен в Луну, во втором сезоне не участвует.
- Хорхе Махьо — Томас Эскурра (Томми) — лучший друг Пабло и Гидо. Между ним и Пабло был небольшой раздор из-за Вико, но они помирились и оставались лучшими друзьями несмотря ни на что.
- Диего Месаглио — Гидо Лассен (Кофе) — вначале слишком заносчивый парень, который притворяется сыном известных и богатых родителей, которые на самом деле вышли из бедняков и разбогатели. Старался стать другом Пабло и Томаса, что у него в скором времени вышло.
- Микаэла Васкес — Пилар Дунофф (Пили) — дочка директора, которая втайне от всех пишет «пасквили». Любит докладывать о малейших провинностях сокурсников своему отцу. Но со временем меняется и всячески помогает одноклассникам. Она добывает для них секретную информацию и уговаривает отца отменить то или иное наказание.
- Франциско Басс — Франциско Бланко (Фран) — лучший друг Мануэля и Маркоса во втором сезоне. Становится так же очень хорошим другом Мии.
- Мариана Селигманн — Лаура Арреги — спокойная и «правильная» девочка. Лучшая подруга Мариссы и Лухан во втором сезоне, как и Луна тоже дружит с Мией. Пытается всячески приглядывать за сестрой.
- Диего Чильд — Диего Уркола — парень, который в первом сезоне особо не получил реплик. Парень Мариссы во втором сезоне.
- Инес Паломбо — Сол Риварола — главная соперница Мии во втором сезоне, а затем и Мариссы. Пытается всеми способами стать моделью и «переплюнуть» Мию. В её команду входит Белен, Пилар и Фернанда.
- Пиру Саэс — Рокко Фуэнтес Эчагуа — справедливый и добрый парень с вызывающей причёской. Его воспитывал отец и буквально заставил лишиться девственности с проституткой, из-за чего парень его не любит. Понимает Вико, так как у неё такие же тяжёлые отношения с отцом, и пытается ей помочь.
- Мария Фернанда Неиль — Фернанда Перальта Рамос (Фер) — девочка с английскими традициями, втором сезоне становиться подругой Сол. Переживает, когда у неё нет парня.
- Белен Скалелья — Белен Менендес Пачеко — девушка, которая соперничала с Мией. Лучшая подруга Фернанды.
- Дебора Куэнка — Бьянка Дэлайт — очень трусливая второкурсница и лучшая подруга Лолы. Именно она нашла щенка, которому и дала имя — Чоппи.
- Лиз Морено — Долорес Арреги (Лола) — приёмная дочь семьи Арреги, на два года младше Лауры. Ведёт себя вызывающе и кажется копией Мариссы. Сначала дружит с Бьянкой, а затем с Августиной.
- Мариано Бертолини — Хавьер Аланис — сын подруги Серхио Бустаманте. До этого учился в другой школе, но из-за постоянных прогулов его перевели в элитный колледж. Парень Мариссы во втором сезоне. Придумал себе болезнь, что бы понравиться ей.
- Паула Салустро — Агустина Лауманн — одноклассница Лолы. Её отец продает немецкие автомобили. Девушка Гидо во втором сезоне.
- Гастон Гранде — Хоакин Ариас Паррондо — племянник друга директора и отличный спортсмен. Именно он начинает встречаться с Мией и Мириссой одновременно.
- Хуан Мануэль Гилера — Хуан — ученик колледжа.
- Эстебан Колетти — Иван — парень Мариссы во втором сезоне. Чтобы встречаться с ней, врал, что у него проблемы с сердцем. Марисса узнала правду и бросила его.
- Родриго Фрага — Даниэль Дэнверс — друг Рокко.
- Элиас Виньолес — Данте — одноклассник Лолы.
- Агустин Сьерра — Начо (Начито) — маленький мальчик, чей брат сел в тюрьму из-за нападения на Пабло. Рос не в лучшей семье, и кроме брата у него никого нет. Его нашла Марисса и стала опекать и прятать на территории школы, за что её чуть не выгнали из школы
- Надя Ди Чельо — Флоренсия Фернандес (Флор) — младшая сестра Луны, которая больна с детства. Луна рассказывала ей всё о колледже и писала ей письма.
- Амилькар Мачадо — Гонсало Росада (Лало) — парень Фели, из бедной семьи. Работал буфетчиком в колледже.
- Анна Барата — Анна — буфетчица во втором сезоне.
- Дарио Лопилато — Чёло — парень из школы Мансильи в Чако.
- Лудовико Ди Санто — Камило — официант, парень Фели в первом сезоне.
- Каталина Оливьери — Каталина (Ката) — буфетчица в первом сезоне. Не окончила колледж из-за необходимости работать. Сантьяго помог ей с учёбой.
- Сабрина Гарсиарена — Лус Вивиана Легисамон — младшая сестра Мерседес, фотомодель. Девушка Мануэля в первом сезоне, соперница Мии.
- Габриэлла Рогала — Джульетта — старшекурсница, в первом сезоне встречалась с Мануэлем.
- Соледад Фандиньо — Консуэла — секретарша Пабло, приставленная к нему Серхио Бустаманте, чтобы контролировать сына.
- Николас Маикес — Максимо Камберт (Макси) — парень, семья которого дружит с семьёй Митре. Мать Фелиситас во втором сезоне прочит его в женихи дочери. Узнав о его богатстве, вокруг него начинает крутиться Сол, чтобы с его помощью пробиться в крупный модельный бизнес.
- Химена Аккарди — Сабрина Гусман — дочь продюсера, которая знакомится с Мануэлем. Она была больна лейкемией, из-за чего Мануэль часто ходит с ней в больницу. Впоследствии напоила Мануэля и переспала с ним. Затем врала про беременность, что бы увести его у Мии.
- Даниэла Ниренберг — Татьяна Розен — девушка Нико. Приехала с семьёй из Израиля, чтобы помогать его семье материально при условии, что он будет с ней встречаться. Нико согласился и был вынужден встречаться с ней и с Луной одновременно.
- Гидо Массри — Тато — парень Вико во втором сезоне.
- Натали Перес — Вероника Пачеко — девушка Пабло во втором сезоне.
- Андреа Галанте — Андреа — официантка в баре, где работал Мартин.
- Роджер Гонсалес — Лисандро — друг Мануэля из Мексики.
- Эмилия Аттиас — Селеста — футболистка из церковной школы «Рио-Негро».
- Пауль Букет — Родриго Альсаго — бывший парень Джульетты, предводитель Мафии.

### Взрослые
- Катрин Фулоп — Соня Рэй — мать Мариссы, фотомодель. По настоянию отца Мариссы вынуждена отдать её в колледж, потом выясняется, что директор — её первая любовь. Она этим частенько пользуется, чтобы помочь дочери выпутаться из очередной истории. Очень сильно любит Мариссу и беспокоится о ней.
- Фернан Мирас — Сантьяго Мансилья — преподаватель этики и философии, который старается понять и защитить учеников. Является выпускником колледжа, помогает ребятам разобраться с мафией. У него печальное прошлое, его семья погибла в автокатастрофе, но всё же он находит свою любовь и призвание.
- Мартин Сифилд — Франко Колуччи — отец Мии, богатый бизнесмен, занимающийся выпуском одежды.
- Мигель Анхель Черутти — Мартин Андраде — настоящий отец Мариссы, прикинулся преподавателем искусства, чтобы проникнуть в колледж и сблизиться с Мариссой. Заменил Сантьяго. Впервые появился в 21 серии второго сезона, когда Марисса чуть не попала под колеса его мотоцикла.
- Артуро Бонин — Марсель Дунофф — отец Пилар, директор колледжа. Всегда выступает за детей богатых родителей и всегда в ссоре с курсом главных героев. Во всём слушает свою дочь и оберегает её. Слабохарактерный, не имеет своего мнения. Но к концу второго сезона изменяется в лучшую сторону.
- Бой Олми — Серхио Бустаманте — отец Пабло, готовый пожертвовать всем ради репутации, даже своей семьёй. Очень мерзкий и скользкий тип.
- Ильда Бернард — Хильда Акоста — пожилая преподавательница истории. Вначале была очень строгой, но затем изменилась.
- Пабло Эредия — Блас Эредия (Рикардо Фара-младший, настоящее имя — Хуан) — новый строгий староста, который любил издеваться над Лухан и Мануэлем.
- Горацио Диана — Питер — личный водитель семьи Колуччи.
- Лучана Рамос — Пепа — ассистентка Сони Рэй, очень болтливая и суетливая. Добрая, во всём помогает Соне и Мариссе. Усыновила Начо.
- Малена Сольда — Рената Мигенс — преподавательница математики в первом сезоне.
- Фабиан Маццеи — Андрес Васкес — лучший друг Франко.
- Каролина Веспа — Клаудия Дунофф — жена директора и мать Пилар, преподавательница английского языка.
- Паула Поуртале — Мора Бустаманте — мать Пабло. Поддерживает сына в его стремлении заниматься музыкой.
- Сусана Ортис — Сандра Фернандес — тётя Луны, которая готова на всё ради племянницы. Чтобы быть ближе к ней, работала буфетчицей в колледже после того, как продала салон красоты.
- Адриана Салония — Мерседес Легисамон — адвокат, женщина, которую Франко бросил прямо перед свадьбой, чтобы жениться на матери Мии. Пытается казаться доброй и заботливой, сама ненавидит Мию.
- Мария Рохи — Глория — секретарша колледжа, которая очень мечтает о замужестве и любви.
- Мирта Вонс — Моника Таламонти (Мичи) — Лучшая подруга Сони. Работала буфетчицей в колледже, потом стала секретарем директора колледжа.
- Эктор Маламуд — Косме Лассен — отец Гвидо. Бедняк, который смог выйти в люди и разбогатеть.
- Марсело Альфаро — Фабрицио Спирито — думает, что является отцом Мариссы, хотя никогда не участвовал в её воспитании. На месяц увозит «дочь» в Италию, но Марисса устраивает там голодовку, и он вынужден отправить её домой раньше. В 80 серии второго сезона Марисса узнаёт, что он не её отец, так как он не может иметь детей.
- Марсело Мелинго — Карлос Веласкес — властолюбивый преподаватель экономики. Он грезил о месте заместителя директора по учебной части, но на эту должность поставили Сантьяго.
- Каролина Ардоаин — Лулу — новая преподавательница хореографии, которую полюбили все мальчишки.
- Элена Хиос — Кармен Менендес — преподавательница литературы.
- Густаво Бонфили — Рикардо Эчаменди — глава попечительского совета колледжа.
- Федерико Д’Элия — Матиас Миранда — преподаватель искусства во втором сезоне. Заместитель директора.
- Патрисия Виджиано — Марина Касерес — мать Мии, наркоманка. Сбежала от Франко, когда Миа была маленьким ребёнком, чтобы не навредить им.
- Агустина Дантиак — Паула Риос — девушка Пабло в первом сезоне.
- Эмилио Барди — «Рата» — подчинённый Серхио.
- Николас Ройтберг — Августо Пас — старший брат Вико. Парень Фели в первом сезоне.
- Родриго Гирао Диас — Матиас Розен — двоюродный брат Татьяны. Она попросила его поухаживать за Луной, чтобы разлучить её с Нико, но Луна отвергла его.
- Вивиана Саэс — Алисия — преподавательница хореографии.
- Валерия Лорка — Магда Фуэнтес Эчагуа — мать Рокко.
- Сильвина Боско — Лурдес Риварола — мать Сол.
- Октавио Борро — Эрнан Польто — врач Бласа.
- Антонио Кариде — Федерико Эскурра — отец Томаса.
- Кони Мариньо — Долорес Митре — мать Фели, ненавидящая дочь за её полноту.
- Анаи Мартелья — Рамона Лассен — мать Гвидо, которую тот сначала стесняется и, когда она приходит в колледж, представляет её как свою сумасшедшую служанку, которая вырастила его и принимает за своего сына.
- Хуан Понсе де Леон — Мауро — сводный брат Лухан.
- Клаудия Руччи — Инес Аланис — мать Хавьера.
- Моника Сантибаньес — Тереза Фернандес — мать Луны и Флор.
- Мария Евгения Рито — Дебора — актриса, сыгравшая ведьму по просьбе Мариссы.
- Мара Линарес — Элена Эскурра — мать Томаса.
- Адольфо Янельи — Эрнесто Провенса — отец Нико.
- Альдо Пастур — Густаво Агилар — отец Маркоса и Игнасио, потакает своей жене в её маниакальной любви к погибшему сыну. Практически не обращает внимание на Маркоса, но ему на него не плевать, он просто пустил дело на самотёк.
- Клаудия Карпена — Сильвия Агилар — мать Маркоса и Игнасио.
- Кристиан Санчо — Мариано Миранда — преподаватель математики во втором сезоне.
- Хорхе Баррейро — Иларио Пуэродон — преподаватель музыки. Давняя любовь Хильды.
- Томми Данстер — Лукас Колуччи (Лука) — дядя Мии, дамский угодник, весельчак. Встреча с Соней Рэй изменила его.
- Рубен Грин — Маурисио Розен — отец Татьяны.
- Фабио Асте — Вальтер — тренер команды регбистов из Уругвая.
- Ирене Альмус — Айерза — преподавательница химии и физики.
- Эстебан Перес — Симон — парень, которого обидела Марисса, пытающийся ей отомстить.
- Хорхе Д’Элия — Эдуардо — глава партии Бустаманте.
- Хорхе Ривера Лопес — Касильдо Фонд — новый директор колледжа на время увольнения Марселя.
- Тони Лестинги — Хорхе Арреги — Отец Лауры и опекун Лолы
- Нестор Закко — Фернандо Митре — отец Фели.
- Даниэль Де Вита — Эктор Пас — отец Вико и Августо.
- Даниэль Ди Биасе — Себастьян Фуэнтес Эчагуа — отец Рокко.
- Альфредо Альенде — Альберто Риварола — отец Сол.
- Фабиан Талин — Мигель Аланис — отец Хавьера.
- Майк Амигорена — Антонио — жених Глории.
- Оскар Гонсалес Оро — Гонсалес Оро — журналист, которого третьекурсники приняли за Иларио.
- Даниэль Альваредо — доктор Суарес — врач Мануэля.
- Мария Роза Фрега — Анита Провенса — мать Нико.
- Хоакин Мурано — Мауро — вожатый в летнем лагере колледжа.

## Erreway
Erreway — аргентинская поп-рок-группа, образованная в процессе съёмок телесериала «Мятежный дух», состоящая из Камилы Бордонаба, Фелипе Коломбо и Бенхамина Рохаса. Изначально она состояла из Бордонаба, Коломбо, Рохаса и Луисаны Лопилато, которая покинула группу в 2005 году. Выпустив три студийных альбома — Señales (Знаки), Tiempo (Время) и Memoria (Память), — Erreway продала более 5 млн копий по всему миру и достигла статусов «золотого» и «платинового» альбомов в Аргентине.
Страны, которые имеют официальный фан-клуб Erreway
| Европа (28) | Америка (20) | Азия (6)                                                              | Океания (2)                  |
| --- | --- | --------------------------------------------------------------------- | ---------------------------- |
| - Греция - Босния и Герцеговина - Англия - Ирландия - Дания - Шотландия - Финляндия - Нидерланды - Швейцария - Швеция - Норвегия - Франция - Испания - Италия - Германия - Португалия - Россия - Кипр - Словения - Сербия - Хорватия - Северная Македония - Австрия - Словакия - Польша - Украина - Румыния - Литва | - Аргентина - США - Канада - Перу - Бразилия - Мексика - Сальвадор - Гватемала - Эквадор - Пуэрто-Рико - Никарагуа - Куба - Колумбия - Чили - Уругвай - Коста-Рика - Парагвай - Боливия - Панама - Доминиканская Республика | - Казахстан - Израиль - Индия - Япония - Республика Корея - Филиппины | - Австралия - Новая Зеландия |

Страны, которые имеют неофициальный фан-клуб Erreway
| - Европа (8) - Италия - Албания - Армения - Болгария - Грузия - Андорра - Мальта - Бельгия | - Азия (1) - Турция |

## Трансляция
В Аргентине премьера состоялась 27 мая 2002 года в 20:00 на канале Azul TV, который 20 августа 2002 года был переименован в Canal 9. На этом канале сериал выходил до 28 июля 2003 года, а потом перешёл на канал América TV. Премьера завершилась 10 ноября 2003 года.

### Россия

#### REN TV (2004—2006)
Премьера 1 сезона состоялась 12 января 2004 года в 17:00 на канале REN TV. Серии выходили с понедельника по четверг в 17:00. Спустя несколько месяцев сериал прервали — 24 марта 2004 года в 17:00 была показана 41-я серия первого сезона, после чего сериал сняли с эфира по причине низких рейтингов. Однако благодаря многочисленным просьбам зрителей канал REN TV вернул сериал в эфир с 11 января 2005 года, с первой серии первого сезона. Серии выходили с понедельника по пятницу в 16:00, с повтором на следующий день утром (08:25, 08:30, 08:35). Премьера завершилась 29 июля 2005 года.
Премьера 2 сезона состоялась 1 августа 2005 года в 16:00. Серии выходили с понедельника по пятницу в 16:00, без повторов на следующий день. С 26 сентября 2005 года по 18 ноября 2005 года серии выходили в 16:30. С 21 ноября 2005 года по 30 декабря 2005 года серии выходили в 17:45. С 10 по 20 января 2006 года серии выходили в 17:45. С 24 января 2006 года серии выходили после полуночи (01:05, 01:15, 01:20, 01:25, 01:30, 01:35, 01:40, 01:45, 01:50, 01:55, 02:00, 02:05, 02:10, 02:15, 02:20, 02:25, 02:30, 02:45, 02:50, 03:00 03:05). Премьера завершилась 25 мая 2006 года.

#### Teen TV (2008—2010)
В 2008—2010 годах канал Teen TV повторил показ сериала. Были показаны все два сезона 316 серий и 2 спецвыпуска (концерт в Израиле 2003).

#### Ю (2015)
С 12 января 2015 года в 17:25 канал Ю повторил показ сериала. До 13 февраля 2015 года в 17:25 серии выходили с понедельника по пятницу, по две серии в день. С 16 февраля 2015 года показ сериала был перенесён с 17:25 на 06:50 в связи с низкими рейтингами. До 20 февраля 2015 года в 06:50 серии выходили с понедельника по пятницу, по одной серии в день. С 24 февраля 2015 года показ сериала был снова перенесён с 06:50 на 06:20, серии выходили со вторника по пятницу, по одной серии в день. 27 февраля 2015 года в 06:20 была показана 59 серия первого сезона, после которой сериал исчез из эфира.

#### Суббота! (2024—2025)
Повтор первого сезона состоялся 21 сентября 2024 года в 23:40 на канале Суббота! в HD-качестве и в формате 16:9. Серии выходили по выходным (суббота и воскресенье), после 23:00 (23:10, 23:20, 23:30, 23:40, 23:50), повторы с понедельника по пятницу, после 23:00 (23:10, 23:20, 23:30, 23:40). Повтор завершился 22 декабря 2024 года.
Повтор второго сезона состоялся 22 декабря 2024 года в 02:50 в HD-качестве и в формате 16:9. С 22 по 29 декабря 2024 года серии выходили по выходным (суббота и воскресенье), после 23:00 (23:30, 02:50), повторы с понедельника по пятницу, после 23:00 (23:10, 23:30, 23:40). Повторы серий показанных 28 и 29 декабря 2024 года не выходили с 30 декабря 2024 года по 3 января 2025 года. С 4 по 5, и с 6 по 10 января 2025 года серии не выходили из-за новогодних праздников. С 11 января 2025 года по 2 февраля 2025 года серии выходили по выходным (суббота и воскресенье), после 23:00 (23:10, 23:20, 23:30, 23:40), повторы с понедельника по пятницу, после 23:00 (23:00, 23:20, 23:30, 23:40, 23:50). Повторы серий показанных 1 и 2 февраля 2025 года не выходили. С 3 февраля 2025 года серии выходили с понедельника по воскресенье, после 23:00 (23:00, 23:10, 23:20, 23:30, 23:40), без повторов серий. Повтор завершился 6 апреля 2025 года.

## Международные ремейки
Основной сюжет сериала «Мятежный дух» был интерпретирован для различных стран по всему миру. В каждой версии сюжета было такое же сосредоточение вокруг студентов и музыкальной группы. В 2003 году испанская телекомпания TVE купила права на адаптацию телешоу. Но проект так и не был запущен из-за разногласий между руководством TVE и Cris Morena Group. Также в 2003 году независимая компания в Бразилии купила права и подготовила пилотный эпизод, но его не приняла ни одна телесеть.
Одним из первых ремейков был индийский Remix. Проект подготовила компания Rose Audio Visuals и запустила в эфир на канале Star One. В 2008 году португальская версия одноимённого сериала была запущена на канале SIC. Трансляция первого сезона началась в сентябре, а второй сезон был отменён из-за низких рейтингов. Мятежное сердце (исп. Corazón Rebelde) — чилийский ремейк, был запущен в августе 2009 года на  Canal 13 под названием S.O.S и слоганом Corazón Rebelde. Через две недели после премьеры телешоу было переименовано в его слоган.
- Мексика Мятежники — 2004—2006
- Индия Remix — 2004—2006
- Португалия Мятежный дух — 2008
- Греция Γ4 — 2008—2009
- Чили Мятежное сердце — 2009
- Бразилия Мятежники — 2011—2012
- Мексика Мятежники. Новое поколение (Netflix) — 2022

### Мятежники
Мятежники — мексиканский ремейк сериала, транслировался компанией Televisa. Хотя школа сохранила прежнее название, группа, вокруг которой вращается сюжет сериала, была переименована в RBD. Сериал Мятежники также получил международное признание и был показан на Филиппинах, в Мексике, США, Бразилии, Польше и других странах Латинской Америки. Это была одна из самых успешных и популярных теленовелл в истории Televisa. Сериал длился три сезона (440 серий) и транслировался в эфире в 2004—2006 гг. Группа RBD добилась чрезвычайного успеха, выпустила более пяти альбомов и гастролировала в Мексике, США, Бразилии, Чили, Европе и Азии. Группа объявила о своём распаде в 2009 году.

### Γ4
Γ4 — греческий ремейк сериала. Его вещание началось в сентябре 2008 года на канале Alpha TV и закончилось 17 июня 2009 года. Сериал рассказывает о проблемах современной молодёжи, хотя это не совсем то же самое, что и «Мятежный дух». Главные герои Γ4 также в музыкальной группе под названием «Τα παιδιά του Γ4» (Дети из класса Г4), а выпустили только один сингл «Wasn’t me or wasn’t you». Группа больше не активна.

## Невыпущенные ремейки
- Бразилия Os Rebeldes — 2003
- Бразилия Мятежный дух — 2004
- США Rebel Way — 2009 (отменён)

### Версия США
6 февраля 2009 года было подтверждено, что американская версия сериала будет выпущена продюсером Дженнифер Лопес.

## Награды и номинации
- 2003 — Премия «Мартин Фьерро» как лучшая теленовелла — Номинация